# Symphoromyia pleuralis
Symphoromyia pleuralis är en tvåvingeart som beskrevs av Charles Howard Curran 1930. Symphoromyia pleuralis ingår i släktet Symphoromyia och familjen snäppflugor.
Artens utbredningsområde är New York. Inga underarter finns listade i Catalogue of Life.